# Chemische Werken Roermond
Chemische Werken Roermond H. Raab & Co. was een Muskus- en Reukwarenfabriek te Herkenbosch.

## Geschiedenis
Nadat men op synthetische wijze de geurstof muskus kon vervaardigen, bleek de productie ervan zeer winstgevend te zijn. Nadeel was echter de ondraaglijke geur die een dergelijke fabriek verspreidde. Bovendien rustte er een patent op het procedé, dat in het bezit was van een fabriek in Elzas-Lotharingen. Door middel van bedrijfsspionage wist een Belgische fabrikant de geheimen te ontfutselen. Aangezien in België het patent wél, en in Nederland niet geldig was, wilde men de productie in Nederland doen plaatsvinden.
Aldus kocht Willem Mallmann in Roermond een voormalige schoensmeerfabriek (Wiks), gelegen naast de voormalige luciferfabriek De Ooievaar, en vroeg vergunning aan om aldaar eene Chemische parfumerie fabriek op te richten. 
Feitelijk was hij echter daarmee al doende, zodat de buren klaagden over de doordringende geuren. Men sprak dienaangaande over de doordringenden en onverdraaglijken reuk die uit het huis van den Heer Mallmann .. verspreid wordt. Mallmann moest daarop een lijst van ingrediënten opstellen. Deze omvatte: natriumchloride, zwavelzuur, salpeterzuur, zoutzuur, amylalcohol, propylalcohol, butylalcohol, ammoniak, borax, benzeen, en hylol. Het productieproces bestond daarin dat aan grote hoeveelheden keukenzout de ingrediënten werden toegevoegd, wat in grote kolven werden gekookt. Aldus ontstond een voorproduct dat nog niet stonk, maar verdere bewerking onderging op een afgelegen plek, vér van hen die ruiken konden. Daar werd het opgelost in butylalcohol en vermengd met diverse chemicaliën, waarop de muskus ontstond. Helaas bleef de doordringende geur ook aan de werknemers, inclusief de fabrikant, kleven. Het afgewerkte zout werd bovendien op het oppervlaktewater geloosd. Toen de inspecteur echter in Roermond kwam controleren was er wél voor gezorgd dat daar op dat moment niets te bespeuren viel. Omwonenden verklaarden echter te hebben vernomen dat .. eene dergelijke fabriek de meest nadeelige, onhoudbare en in alles indringende stanken veroorzaakt.
Mallmann had namelijk in Herkenbosch een stuk heide gekocht alwaar hij zijn bedrijfsactiviteiten -aanvankelijk eveneens zonder vergunning- ging uitoefenen. De vergunning voor de Roermondse fabriek werd overigens geweigerd.
In 1900 kwam Hugo Raab op de fabriek te Herkenbosch werken en, nadat Mallmanns fabriek failliet was gegaan, nam hij het bedrijf over. De Eerste Nederlandsche Muskus- en Reukwarenindustrie bleef functioneren als parfumeriefabriek, maar ze heeft vermoedelijk geen muskus meer geproduceerd. De fabrikanten van muskus zochten hun heil immers elders, gewoonlijk echter slechts voor korte tijd, alvorens ze opnieuw werden verdreven wegens stankklachten en het niet verstrekken van vergunningen.
De reukwaren die men produceerde werden gewoonlijk in alcohol opgelost. Raab kwam op het idee om de alcohol in eigen beheer te gaan produceren. Aldus werd in 1926 Lispin (Limburgsche Spiritus Industrie) opgericht. Deze fabriek bestaat nog steeds, maar de parfumeriefabriek is inmiddels verdwenen.